# St Ives

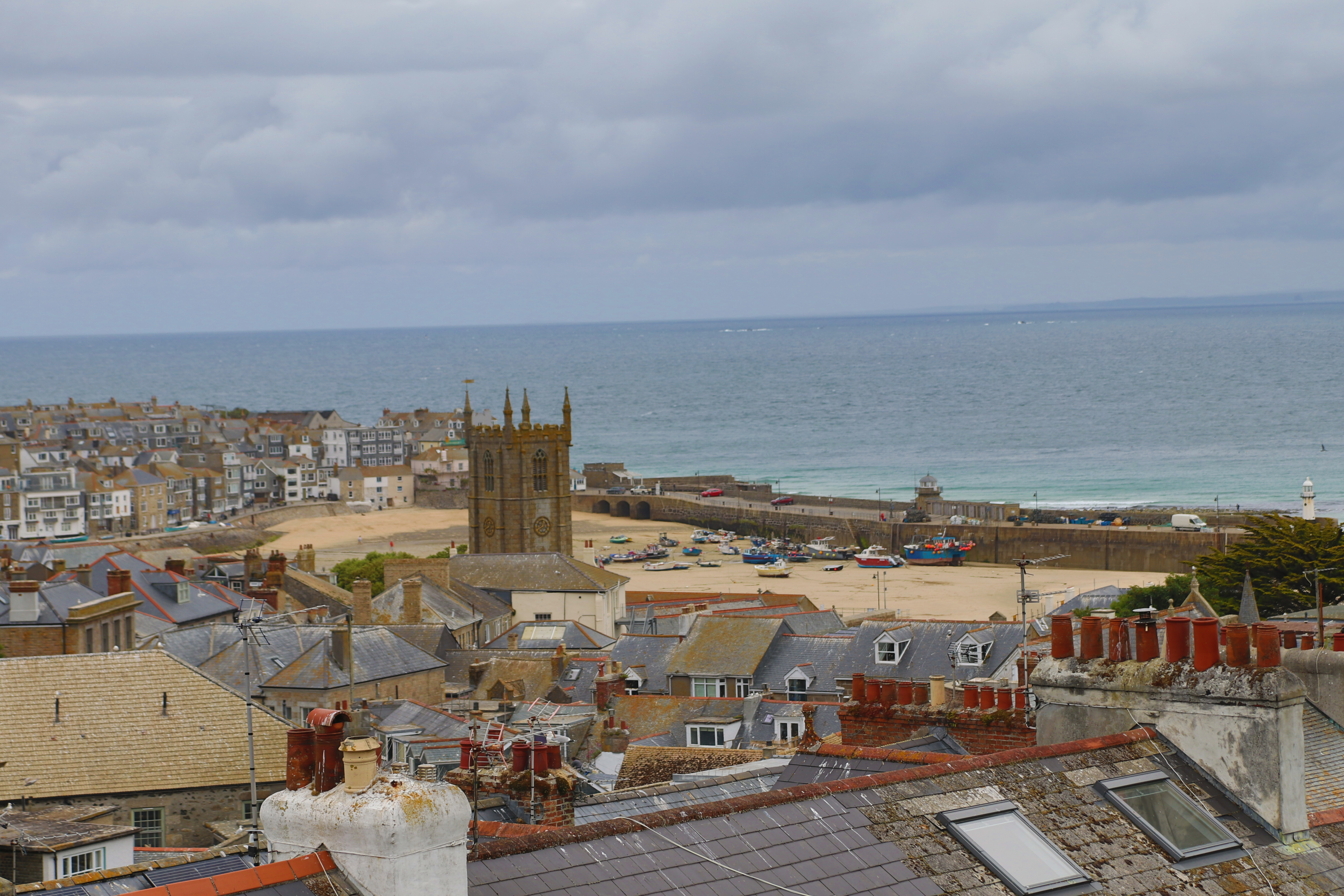
St Ives Cornwall

St Ives (korn. Porth Ia) – miasto w Wielkiej Brytanii, w Kornwalii nad Morzem Celtyckim, na zachodnim krańcu zatoki St Ives Bay. Port rybacki i popularna miejscowość wypoczynkowa, uznana w roku 2007 przez czytelników Guardiana za najlepszą miejscowość nadmorską w Wielkiej Brytanii. Znany brytyjski ośrodek surfingu, ustępujący popularnością jedynie Newquay.

## Geografia

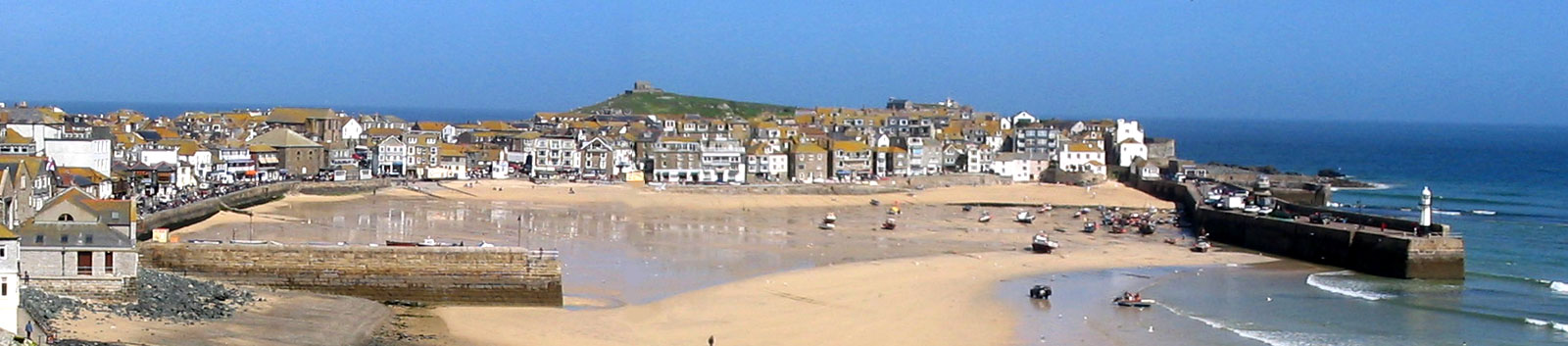
St Ives

St Ives znajduje się na północnym brzegu Półwyspu Kornwalijskiego, w odległości ok. 15 km od najbardziej wysuniętego na południowy zachód miejsca Wielkiej Brytanii – Land’s End. 

## Historia
Najstarsze ślady St Ives sięgają V w. n.e.. Początkowo osada rybacka, miasto stało się ważnym ośrodkiem wydobycia cyny. W 1545 roku stało się sceną krwawej rebelii, znanej w historii jako „rebelia modlitewnika” (ang. Prayer Book Rebelion). W 1877 roku miasto otrzymało połączenie kolejowe z St Erth, skomunikowane z trasą Londyn - Penzance. Od tej chwili datuje się stale rosnąca popularność St Ives jako ośrodka wypoczynkowego.

## Sport
Dwukrotnie w roku odbywają się tu mecze kornwalijskiej odmiany hurlingu - sportu, który uprawiany jest wyłącznie w St Columb Major i St Ives.

## Miasta partnerskie
- Camaret-sur-Mer